# Альбатрос індоокеанський
Альбатрос індоокеанський (Thalassarche carteri) — морський птах середнього розміру родини альбатросових (Diomedeidae). Цей вид раніше вважався конспецифічним зі смугастодзьобим альбатросом, деякі дослідники все ще дотримуються цього поділу. Це типовий альбатрос із чорними та білими кольорами оперення, від атлантичного жовтодзьобого альбатроса він відрізняється світлішою головою. Від решти альбатросів його відрізняє відносно невеликий розмір, вузькі крила та тонкі чорні смужки на нижній частині крил.
Гніздиться на островах південної частини Індійського океану, таких як Острів Принца Едварда, Крозе, Кергелен, Амстердам, Сен-Поль та деяких інших.
Як і решта альбатросів формує великі колонії, зазвичай в серпні, гніздитися починає у віці 8 років. Гніздо має вигляд п'єдесталу з глини та підручних матеріалів, у нього відкладається одне яйце, пташенята вилуплюються в жовтні, літати починають через 115 днів. Протягом решти часу ареал включає від Африки до Нової Зеландії. Живиться птах кальмарами, рибою і ракоподібними.
Птах знаходиться під загрозою через значне скорочення популяції протягом останніх 70 років, викликане ярусним ловом риби та інтродукованими хворобами.